# Хвідіем
Гвідіем (англ. Hwidiem) — містечко, центр району Південний Асутіфі, область Агафо в Гані. Найближчі міста — Суньяні, за 55 км на північ; Кумасі, за сотню кілометрів на південний схід.

## Промисловість
За десяток кілометрів на північ поблизу містечка Кеньясі знаходиться одна з найбільших золотих копалень в Гані і в світі Ahafo mine компанії Newmont. Видобуток ведеться відкритим способом. Кар'єри розташовані вздовж вулканічного поясу Сефві, північно-східного та південно-західного вулканічного поясу Гани.

## Освіта
- римо-католицька початкова школа (англ. Hwidiem Roman Catholic Basic School)[5];
- старша школа Гвідіем (англ. Hwidiem Senior High School) — публічний неконфесійний навчальний заклад змішаного типу (без сегрегації за статтю), заснований 1973 року; відповідає навчальному закладу «Категорії B / Старша школа другого класу» (англ. Category B / Second Class Senior High Schools)[6].

## Охорона здоров'я
Католицька лікарня Святої Єлизавети на 111 ліжкомісць, заснована 1956 року (англ. St. Elizabeth Catholic Hospital).

## Релігія
- католицька церква Святого Духа (англ. Holy Spirit Catholic Church)[8];
- церква адвентистів сьомого дня (англ. Seventh Day Adventist Church);
- пресвітеріанська церква (англ. Presbyterian Church);
- мечеть;
- духовно-трав'яний центр Малама Зака (англ. Malam Zack Spiritual and Herbal Centre).

## Відомі особи
- Вілберфорс Мфум (1936) — колишній ганський футболіст.